# كوكب كربوني

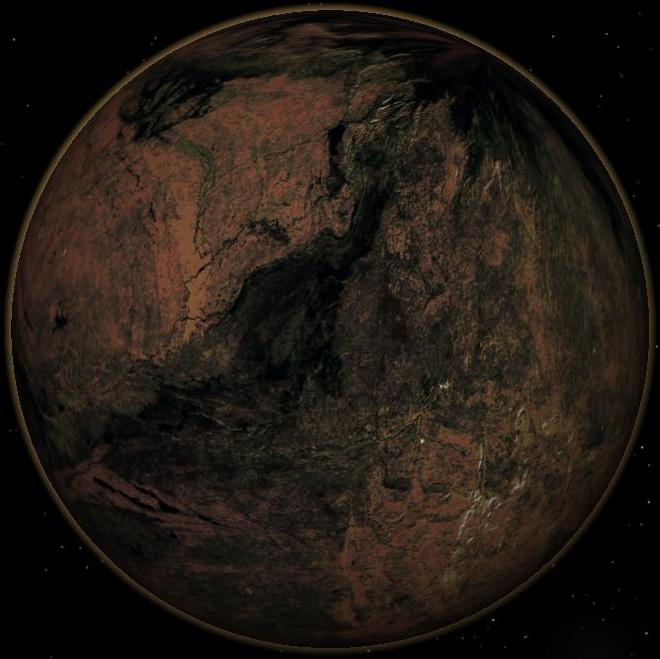
رسم تخيلي لكوكب كربوني، والسطح أسود محمر بسبب الرواسب الهايدروكربونية.

الكوكب الكربوني ويُسمى أيضاً الكوكب الماسي أو الكوكب الكربيدي هو نوع من الكواكب افترض الفلكي مارك كَتْشْنير أنه من الممكن أن تتكون في حال كان القرص الكوكبي المُكون للكوكب غنياً بالكربون وفقيراً بالأكسجين. وهذا النوع من الكواكب مختلف عن الأرض والزهرة والمريخ الذين يتكونون بشكل رئيسي من الأكسجين والسيليكون.

## الخصائص الفيزيائية
يعتقد أن نواة الكواكب الكربونية غنية بالحديد مثل الكواكب الأرضية المعروفة. وتعلو نواتها هذه طبقة من كربيد السيليكون وكربيد التيتانيوم، بينما تعلو هذه الطبقة بدورها طبقة أخرى من الكربون، ومن المحتمل أن توجد أسفلها طبقة بسمك عدة كيلومترات من الألماس في حال وُجود ضغط كاف. أما قشرته الخارجية فتحتوي على الهايدروكربونات وأول أكسيد الكربون.

## الاكتشافات
عند وضع نظرية الكواكب الكربوني للمرة الأولى كانت لا تزال هذه الأجرام نوعاً افتراضياً من الكواكب. غير أن بعض الفلكيين اعتقدوا منذ زمن أنه من المحتمل أن النجم النابض ن.ض 1257+12 يَمتلك كواكب كربونية تكونت من تمزق نجم منتج للكربون. واعتقدوا أيضاً أنه من الممكن أيضاً تَواجد الكواكب الكربونية قرب مراكز المجرات حيث تملك النجوم كربوناً ضمن تركيبها الكيمائيّ أكثر من النجوم العادية في المجرة.
في شهر ديسمبر عام 2010 نشرت ورقة في مجلة الطبيعة حول اكتشاف كوكب واسب-12ب الذي يُمثل أول كوكب كربوني مَعروف في الكون. فهذا الكوكب يَملك نسبة عالية من الكربون إلى الأكسجين في تركيبه تفوق 1 (والقيمة 1 تعني أن مقدار العنصرين في التركيب الكيميائي للكوكب متساو)، مما يَعني أنه أول كوكب معروف غني بالكربون، ويَدل أيضاً على أن لديه سطحاً صلباً غنياً بهذا العنصر تحت غلافه الجوي السميك. وقد توصلت الدراسة إلى كون واسب-12ب كوكباً كربونياً بتحليل تركيب غلافه الجوي مستخدمة مقراب سبيتزر الفضائي و«مقراب كندا-فرنسا-هاواي الأرضي».
اكتشفَ في يوم 25 أغسطس 2011 الكوكب الكربوني PSR J1719-1438 b، الذي قد يكون شاهداً بارزاً على هذا النوع من الكواكب.